# Бразій (комуна, Арад)
Бразій (рум. Brazii) — комуна у повіті Арад в Румунії. До складу комуни входять такі села (дані про населення за 2002 рік):
- Бразій (106 осіб) — адміністративний центр комуни
- Бучава-Шоймуш (237 осіб)
- Медріджешть (325 осіб)
- Секаш (514 осіб)
- Якобінь (235 осіб)

Комуна розташована на відстані 355 км на північний захід від Бухареста, 78 км на схід від Арада, 113 км на південний захід від Клуж-Напоки, 100 км на північний схід від Тімішоари.

## Населення
За даними перепису населення 2002 року у комуні проживали 1417 осіб.
Національний склад населення комуни:
| Національність | Кількість осіб | Відсоток |
| -------------- | -------------- | -------- |
| румуни         | 1406           | 99,2%    |
| цигани         | 10             | 0,7%     |
| українці       | 1              | 0,1%     |

Рідною мовою назвали:
| Мова       | Кількість осіб | Відсоток |
| ---------- | -------------- | -------- |
| румунська  | 1416           | 99,9%    |
| українська | 1              | 0,1%     |

Склад населення комуни за віросповіданням:
| Релігія       | Кількість осіб | Відсоток |
| ------------- | -------------- | -------- |
| православні   | 826            | 58,3%    |
| п'ятдесятники | 519            | 36,6%    |
| баптисти      | 63             | 4,4%     |
| римо-католики | 1              | 0,1%     |

## Зовнішні посилання
- Дані про комуну Бразій на сайті Ghidul Primăriilor [Архівовано 15 травня 2012 у Wayback Machine.]